# Beatriz Velasco
Beatriz Velasco Mendoza (Acámbaro, 22 de octubre de 1913 – Ciudad de México, 10 de diciembre de 1981) fue la primera dama de México de 1946 a 1952 por ser la esposa del presidente Miguel Alemán Valdés. Nacida en Acámbaro y criada en la Ciudad de México, perteneció a una acaudalada familia celayense. Acorde a la educación recibida en una de las ciudades provincianas más conservadoras de México, Beatriz está preparada para desempeñar las labores del hogar: educar y criar a sus hijos y acompañar a su esposo en todo momento. A principios de 1928 conoció a Miguel Alemán Valdés, quien por ese entonces se encontraba terminando sus estudios de jurisprudencia. Tras tres años de noviazgo, se unieron en matrimonio a inicios del año de 1931; procrearon tres hijos. Estuvo al lado de su esposo cuando ocupó diversos cargos gubernamentales; magistrado, senador, gobernador de Veracruz y secretario de Gobernación. 
El 1 de diciembre de 1946 el licenciado Alemán asumió el cargo de presidente de México. Por ende, a ella le correspondió ser la primera dama de los Estados Unidos Mexicanos. Como primera labor, Beatriz se dedicó con ahínco a redecorar al estilo francés la residencia de Los Pinos, con muebles y objetos mandados traer de ese país europeo. Asimismo fue la coordinadora de los trabajos de remodelación y ampliación hechos a la residencia en el sexenio del presidente Alemán Valdés. La señora Alemán puso énfasis en la asistencia social, en la atención a niños desvalidos y en la salud de las madres antes y después del parto. Beatriz Velasco fue la primera esposa de un presidente en 50 años en dar a luz durante el mandato de su esposo. Esto ocurrió cuando vino a México en visita oficial el presidente de Estados Unidos Harry S. Truman, en viaje de amistad y buena voluntad al país que había sido su aliado en la guerra. Su esposa, Bess Truman, no lo acompañó puesto que la primera dama mexicana se encontraba hospitalizada después del parto y la señora Truman no quiso complicar las rígidas cuestiones del protocolo. Beatriz tampoco asistió a la visita hecha por su esposo en reciprocidad a la ciudad de Washington, en la que fue recibido con grandes honores. La señora Alemán acompañó a su marido en los actos protocolarios, en la recepción de visitantes foráneos, creó una Asociación Pro Nutrición Infantil que se dedicaba a repartir 1000 desayunos diarios, actividad que recibía el sustento económico de organismos internacionales y donativos de particulares; hizo repartos de ropa, juguetes y dulces; así como de algunas casas los días 10 de mayo y fundó un club de tejido y costura. Amante de la paz y de la tranquilidad, la señora Alemán defendía a su hogar y familia con gran recelo. Era excelente cocinera y un as para la costura.
Concluido el sexenio alemanista en 1952, Beatriz Velasco se retiró de la vida pública y se fue a su casa. Por su parte, el licenciado Alemán Valdés se dedicó a viajar por el mundo. Al final de su existencia sufrió una enfermedad que la llevó a la tumba en 1981, a los 68 años de edad.

## Primeros años
Beatriz Velasco nació en el municipio y ciudad de Acámbaro, estado de Guanajuato, en el año de 1913; debido a una eventual estancia de sus padres en ese lugar. Fue una de los cinco hijos – Luis, José, Columba y Aurora – nacidos del matrimonio entre el señor José María Velasco y su esposa Columba Mendoza, ambos celayenses de buena posición social y económica. Recibió su educación en su estado natal, lugar provinciano y conservador, donde adquirió los conocimientos de la alta costura, el bordado, el tejido y la cocina. La familia Velasco se trasladó, más tarde, a la Ciudad de México, asentándose en una residencia situada en la calle Miguel Schultz por el rumbo de San Rafael.

## Matrimonio y familia
Beatriz Velasco y Miguel Alemán se habían conocido en una reunión efectuada en la casa de la familia de ella a principios de 1928, cuando él estaba próximo a finalizar su carrera. Alemán frecuentaba visitar el domicilio de los Velasco pues, desde antes de conocer a su futura esposa, había entablado una buena amistad con los dos hermanos de Beatriz. Cuando Miguel la conoció, él tenía 28 años de edad y ella apenas 18 y varios pretendientes que la cortejaban. Ella era simpática, amable, graciosa, de finísimo trato y poseedora de una gracia natural que, al igual que sus bellos ojos azules, cautivaron al licenciado Alemán. El mismo año de 1928 nació el noviazgo. Como Miguel carecía de recursos económicos durante la época de novios, la pareja se limitaba a recorrer la Alameda de Santa María para tomar luego un helado frente al pabellón morisco o simplemente permanecían en la casa de la familia Velasco escuchando la música de Agustín Lara. 
Tres años duró la relación que culminó en matrimonio, efectuado el viernes 17 de enero de 1931. La ceremonia religiosa se llevó a cabo en la vieja parroquia de San Cosme; localizada en la calle Serapio Rendón No. 7 de la colonia San Rafael en la delegación Cuauhtémoc. Fueron los padrinos del novio la señora Tomasa Valdés de Alemán y el licenciado Eugenio Méndez Aguirre; por parte de la novia acudieron como padrinos su madre Columba Mendoza de Velasco y su hermano Luis Velasco Mendoza. Al término del acto religioso, se efectuó la boda civil en casa de los padres de Beatriz, a donde acudieron en calidad de testigos los amigos de la familia Velasco: Agustín Toussaint e Ignacio Cairo, siendo también partícipes Melchor Ortega y Lamberto Hernández. Después de verificadas ambas ceremonias, se ofreció la recepción en el restaurante El Retiro, donde se sirvió un gran banquete a los invitados. La boda de Miguel y Beatriz fue un acontecimiento social, que salió en los periódicos de la época. La joven pareja pasó su luna de miel en la ciudad de San Antonio, Texas; lugar al que llegaron por tren.

## Primera dama de México
Ella estaría al lado del licenciado Alemán durante sus cargos como magistrado, senador, gobernador de su estado natal y secretario de Gobernación. También lo estuvo cuando fue presidente de México en el sexenio comprendido de 1946 a 1952.
Una vez que procedieron a vivir en Los Pinos, siguió la tradición y acompañó al Presidente de la República en las ceremonias y recepciones oficiales que señalaba el protocolo, entre las cuales la más sonada, año con año, era la del Grito de Independencia. La señora se ocupó también, como ya era costumbre, de la atención a la niñez desvalida.
Por supuesto, en las fechas significativas la señora continuó con la tradición de organizar festivales con repartos de ropa, juguetes y dulces a niños y mujeres de escasos recursos.
En 1951 fundó con la señora Amalia Bernard de Casas Alemán el Patronato de la Clínica Primavera de Ortopedia, avalado por la Secretaría de Salubridad y Asistencia para ofrecer atención médica especializada a niños que habían contraído la poliomielitis, epidemia que estaba causando estragos en esa época. La Institución existe hasta la fecha atendiendo a niños con discapacidad motriz bajo la denominación de Fundación Beatriz Velasco de Alemán, I.A.P.

## Años posteriores y muerte
Sufrió una hemiplejía y así vivió hasta diciembre de 1981, cuando falleció en la Ciudad de México. Aunque Alemán Valdés murió dos años después, están enterrados juntos.